# Teddy Kristiansen
Teddy Kristiansen (født 1964) er en dansk tegneserieskaber. Han har blandt andet været tegner på Superman og Fredsbomben.